# ادلاراودتی
ادلاراودتی (به استونیایی: Edelaraudtee) یک شرکت حمل و نقل ریلی در کشور استونی است
این شرکت که در سال ۱۹۹۷ تأسیس شده‌است دارای ۵۰۰ نفر پرسنل می‌باشد و در سال ۲۰۱۱ میلادی ۱٬۸۲۰٬۰۰۰ نفر مسافر جابه‌جا کرده‌است
ادلاراودتی در خطوط تالین به رپلا، پارنو و ویلیاندی به صورت روزانه و همچنین به صورت فصلی از تالین به تارتو، والگا، کویدولا و پیوسا وظیفه جابه‌جایی مسافر و بار را به عهده دارد.